# Синодальная комиссия по канонизации святых
Синодальная комиссия по канонизации святых — одна из синодальных комиссий Московского патриархата.
Председатель комиссии с 22 марта 2011 года Панкратий (Жердев), епископ Троицкий, викарий Московской епархии.

## История
Русская церковь исторически не имела постоянно действующего органа по рассмотрению вопросов канонизации святых. В целях подготовки к празднованию 1000-летия Крещения Руси в мае 1981 года была создана Историко-каноническая группа, входившая в состав Комиссии по проведению торжеств. Ею были подготовлен материалы для канонизации девяти подвижников, которая состоялась на Поместном соборе 1988 года. Одновременно Поместный Собор определил: 
Считать необходимым в послесоборный период продолжить работу по изучению дальнейших канонизаций для прославления других почитающихся в народе подвижников веры и благочестия, попечение о чем иметь Священному Синоду.
Во исполнение этого решением Священного Синода от 11 апреля 1989 года была образована Синодальная комиссия по канонизации святых. Председателем Комиссии был назначен митрополит Крутицкий и Коломенский Ювеналий (Поярков).
Синодальная комиссия, сотрудничая с епископатом, клиром и мирянами, осуществляет координирующую роль в процессе изучения и подготовки прославления подвижников веры и благочестия. Свои заключения Комиссия представляет либо Святейшему Патриарху, либо Святейшему Патриарху и Священному Синоду. Согласно Определению Священного Синода от 7 июля 1989 года: «… инициатива о возбуждении вопросов о канонизации должна исходить от Священного Синода или от правящих Преосвященных архиереев». Миряне, почитающие подвижника благочестия, по всем вопросам его прославления обращаются к правящему Преосвященному. Сама Синодальная комиссия по канонизации святых с инициативой прославления того или иного подвижника не выступает.
По решению Архиерейского Собора 1992 года в епархиях были образованы свои комиссии по канонизации святых.
В 1995 году Синодальная комиссия по канонизации святых разработала документ «Историко-канонические критерии в вопросе о канонизации новомучеников Русской Церкви в связи с церковными разделениями XX века». Этот документ был одобрен и лёг в основу деятельности комиссии по вопросу изучения подвига новомучеников и исповедников.
Комиссией к юбилейному Архиерейскому Собору 2000 года были подготовлены материалы для канонизации новомучеников и исповедников Российских XX века. Собор прославил поимённо в лике святых 1097 человек. Всего за 1989—2011 годы по материалам, подготовленным комиссией было канонизировано 1866 подвижников благочестия, в том числе 1776 новомучеников.
Канонизация подвижников XX века была существенно затруднена после вступления в силу федерального закона от 27 июня 2006 года № 152 (ФЗ «О персональных данных»), предусматривающего закрытия доступа исследователей к судебно-следственным делам, содержащимся в российских архивах. По словам игумена Дамаскина (Орловского): «Тщательная проверка материалов о репрессированных священнослужителях и мирянах по судебно-следственным делам стала в принципе невозможна».

## Канонизация новомучеников XX века
По словам многолетнего члена данной комиссии игумена Дамаскина (Орловского), для принятия решения о канонизации того или иного лица необходимо изучить весь фонд архивно-следственных дел:

Например, арестовывают священника в 1937 году, по протоколам допросов мы видим, что он держится мужественно, не идет на компромиссы, не лжесвидетельствует, чтобы облегчить свою участь, не уступает давлению следователей. Если мы здесь остановим изучение, то у нас не останется сомнений в исключительно исповеднической жизни его — но в действительности, если мы ознакомимся со всем архивным фондом, все может оказаться иначе. За два года до последнего ареста сотрудники НКВД вызвали этого священника как свидетеля и потребовали, чтобы он оговорил собрата, а иначе он из свидетеля может превратиться в обвиняемого — и он согласился дать показания против собрата, способствуя юридическому оформлению приговора того к осуждению. Поскольку картотека ведется по фамилиям обвиняемых, а не свидетелей, то найти обвиняемого, который выступил и в качестве свидетеля, можно, лишь изучив весь фонд архивно-следственных дел.

Член Межсоборного присутствия, секретарь Саратовской епархиальной комиссии по канонизации святых иерей Максим Плякин указывает, что до 2002—2003 года в Синодальной комиссии по канонизации действовал принцип: если в материалах следственных и иных дел не находили упоминаний сотрудничества с органами, соискателя считали невиновным. Однако со временем возобладала иная точка зрения, окончательно закреплённая в «Рекомендациях к деятельности епархиальных комиссий по канонизации святых в епархиях Русской Православной церкви», принятых Синодом РПЦ 6 октября 2011 года. Согласно этому документу, собранные сведения должны подробно освещать жизнь соискателя на канонизацию во все периоды жизни и однозначно свидетельствовать о том, что он не был сотрудником органов ЧК, НКВД, ОГПУ. Причём ответы архивов о том, что в них не содержится документов о том, что человек был сотрудником вышеперечисленных органов, в этом случае достаточным доказательством не считаются. Таким образом, на сегодняшний день в Комиссии фактически сформировано представление о презумпции виновности соискателей на канонизацию. При этом Комиссия руководствуется принципом, что, если сведения, компрометирующие того или иного соискателя на сегодняшний день не обнаружены, они могут быть обнаружены в дальнейшем.
На практике это привело к тому, что после 24 декабря 2010 года в Русской Православной церкви вплоть до Архиерейского собора 2016 года не было прославлено ни одного новомученика. Критику вызвало исчезновение в церковном календаре в 2013 год имён 36 новомучеников.
Монах Диодор (Ларионов), отмечая, что в Церкви нет процедуры деканонизации, так оценивает недостатки в работе данной комиссии: «Я бы назвал три основные проблемы: поспешность, отсутствие ясных критериев в работе комиссии и, самое главное, полное вынесение за рамки работы комиссии богословского подхода, который по сути должен быть фундаментом любой деятельности любой церковной комиссии. Именно без богословского осмысления понятия канонизации, того, что есть святой, святость, и др. фундаментальных вопросов, невозможно разработать правильные и адекватные критерии для конкретных канонизаций».
Ксения Лученко в феврале 2013 года писала:

За 20 лет работы по подготовке и проведению массовой поименной канонизации комиссия зашла в тупик: в последние годы государство фактически закрыло доступ к архивам, но даже если бы они были доступны, это лишь усиливало бы противоречия. Изначальная идея, что по большинству новомучеников нет другой информации, кроме следственных дел, оказалась уязвимой. Критериев, кого считать мучеником, а кого — жертвой политического режима, выработать не удалось. Кроме того, не достигнута главная цель — не случилось рецепции подвига новомучеников в церковном сознании, количество канонизированных не перешло в качество их почитания. Лишь единицы из имен новых святых на слуху, лишь некоторых действительно почитают в народе. Для большинства нецерковных людей вообще новость, что в России есть святые — жертвы террора и репрессий, и этих святых больше полутора тысяч.
Полное доверие со стороны комиссии к следственным протоколам и содержавшимся в них признаниям собственной вины неоднократно подвергалось критике.
Алексей Арцыбушев, прошедший советские тюрьмы и лагеря, отмечает:

Следователю во что бы то ни стало нужно было обвинить и расстрелять человека, ведь было гонение на Церковь. Как можно пользоваться документами, когда человек в течение следствия доводился до невменяемости? Как может стоять вопрос: подписал — не подписал, сказал — не сказал?
Научный сотрудник ПСТГУ Лидия Головкова, просмотревшая более 20 тысяч следственных дел пострадавших за веру, уверена, что судить о святости человека по следственному делу — ошибка. Некоторые дела и вовсе составлялись уже после того, как человек был расстрелян: «фальсификацией следственных дел, или на языке чекистов „липачеством“, занимались все райотделы управления НКВД, в том числе Москвы и Московской области. Доказательства этого были получены автором во время работы со следственными делами 1950—1960 годов; именно в эти годы судили сотрудников, фальсифицировавших дела в тридцатые».

## Состав Синодальной комиссии по канонизации святых
Состав утверждён решением Священного Синода от 12 марта 2013 года, изменения в составе комиссии были в 2015, 2021 и 2024 годах.
Состав комиссии с 24 октября 2024 года:
- епископ Троицкий Панкратий (Жердев), викарий Московской епархии — председатель Комиссии;
- митрополит Херсонский и Таврический Иоанн (Сиопко), председатель Комиссии по канонизации святых Украинской Православной Церкви;
- епископ Унгенский и Ниспоренский Петр (Мустяцэ), председатель Комиссии по канонизации святых Молдавской земли;
- архиепископ Петропавловский и Булаевский Владимир (Михейкин), председатель Комиссии по канонизации святых митрополичьего округа в Казахстане;
- епископ Сергиево-Посадский и Дмитровский Кирилл (Зинковский), ректор Московской духовной академии;
- епископ Петергофский Силуан (Никитин), ректор Санкт-Петербургской духовной академии;
- епископ Борисовский и Марьиногорский Амвросий (Шевцов), председатель Синодальной комиссии по канонизации святых Белорусской Православной Церкви;
- епископ Солнечногорский Алексий (Поликарпов), наместник Данилова мужского ставропигиального монастыря города Москвы;
- архимандрит Дамаскин (Орловский), ответственный секретарь Церковно-общественного совета при Патриархе Московском и всея Руси по увековечению памяти новомучеников и исповедников Церкви Русской;
- протоиерей Владислав Цыпин, профессор Московской Духовной академии;
- протоиерей Кирилл Каледа, председатель Комиссии по исследованию подвига новомучеников и исповедников и увековечиванию памяти почивших священнослужителей Московской городской епархии;
- протоиерей Максим Максимов, секретарь Московской епархиальной комиссии по канонизации святых;
- протоиерей Олег Митров, член комиссии Московской епархии по канонизации святых;
- игумен Нектарий (Блинов), председатель Комиссии по канонизации святых Среднеазиатского митрополичьего округа;
- Звягин Виктор Николаевич, доктор медицинских наук, профессор ФГБУ «Российский центр судебно-медицинской экспертизы» Минздрава России;
- протоиерей Владимир Воробьёв, профессор, ректор Православного Свято-Тихоновского Гуманитарного Университета — секретарь Комиссии.

## Председатели
- 11 апреля 1989 — 22 марта 2011 — Ювеналий (Поярков), митрополит Крутицкий и Коломенский
- с 22 марта 2011 года — Панкратий (Жердев), епископ Троицкий, викарий Московской епархии